# William Wiard
William Wiard (* 3. Dezember 1927 in Los Angeles County, Kalifornien; † 3. Juli 1987 ebenda) war ein US-amerikanischer Regisseur in Film und Fernsehen. In seiner Karriere inszenierte er über 150 Serienepisoden und TV-Filme, sowie den Spätwestern Ich, Tom Horn.

## Leben und Werk
William Orphie Wiard, geboren 1927 im Los Angeles County, begann 1955 seine Laufbahn beim Film zuerst als Sound Editor für die Serie Polizeibericht, wo er bis 1959 tätig war. Mitte der 1960er Jahre wechselte er dann ins Regiefach.
In Hollywood wurde Wiard als Regisseur am besten für seine zahlreichen Fernseharbeiten im Western und Krimigenre bekannt. So inszenierte er Dutzende von Episoden von namhaften Fernsehserien, darunter Episoden von Mister Roberts (1965–1966), Mini-Max (1966–1967), Daniel Boone (1966–1970), High Chaparral (1970), Room 222 (1969–1971), Bonanza (1969–1972), M*A*S*H  (1972–1973), FBI (1973–1974), Barnaby Jones (1974), Cannon (1973–1976), Die Straßen von San Francisco (1976), Detektiv Rockford – Anruf genügt (1975–1979), Bret Maverick (1981–1982), Agentin mit Herz (1984) oder für die Serie Spenser (1985–1986).
Von 1976 bis 1986 Jahre folgten auch verschiedene Fernsehfilme, wie Scott Free (1976) mit Michael Brandon, Devil's House – Wenn Mauern töten (1981) mit Parker Stevenson, Der Leihvater (1982) mit Suzanne Pleshette und Gil Gerard, Highschool Killer (1983) mit Diane Franklin oder Destination Alcatraz (1985) mit Anthony Geary und Shelley Hack in den Hauptrollen.
Darüber hinaus inszenierte Wiard im Jahr 1980 für die Leinwand auch den Western Ich, Tom Horn mit Steve McQueen in einer seiner letzten Rollen.
Wiard verstarb am 3. Juli 1987 im Alter von 59 Jahren in seiner Heimat Kalifornien.

## Filmografie (Auswahl)

### Kino
- 1980: Ich, Tom Horn (Tom Horn)

### Fernsehen
- 1976: Scott Free
- 1978: Ski Lift to Death
- 1980: The Girl, the Gold Watch & Everything
- 1981: Devil's House – Wenn Mauern töten (This House Possessed)
- 1981: The Seal
- 1982: Der Leihvater (Help Wanted: Male)
- 1982: Fantasies
- 1983: Highschool Killer (Deadly Lessons)
- 1985: Destination Alcatraz (Kicks)
- 1985–1986: Spenser